# Aya Kokumai
Aya Kokumai (jap. 国舞亜矢 Kokumai Aya; ur. 16 kwietnia 1971 roku w Osace w Japonii) – japońska aktorka i modelka. Jej debiutem filmowym był pierwszoplanowy występ w  Sonatine (1993) Takeshiego Kitano.

## Filmografia

### Filmy
- Shinonomerō onna no ran (1994)
- Sonatine (1993) jako Miyuki
- Kyōso Tanjō (1993) jako Tomoko